# Томич, Яша
Јаков «Яша» Томич (серб. Јаша Томић, Jaša Tomić) (11 октября 1856, Вршац — 9 октября 1922, Нови-Сад) — сербский публицист и общественный деятель.

## Биография
Образование получил в Вене и Праге.
В молодости был сторонником С. Милетича.
Участник боснийско-герцеговинского восстания 1875 года.
В 1884—1922 годах — редактор газеты «Застава».
В 1891 году основал в Воеводине сербскую Радикальную партию.
С 3 ноября 1918 года — председатель Сербского народного комитета.
25 ноября 1918 года в Нови-Саде на Великой народной скупщине провозгласил сецессию Бачки, Бараньи и Баната из состава Королевства Венгрия и их присоединение к Сербии.
28 ноября 1920 года был избран депутатом Учредительной скупщины Королевства сербов, хорватов и словенцев.

## Научное и публицистическое наследие
Автор более 60 работ.

### Труды
- Несавремена и Савремена историjа. — Београд, 1910.
- Карловаћка митрополиjа и Хришћанство. — Београд, 1913.